# Snowboard-Weltcup 2011/12
Der Snowboard-Weltcup 2011/12 begann am 28. August 2011 im neuseeländischen Cardrona und endet am 17. März 2012 im italienischen Valmalenco. Bei den Männern werden 31 Wettbewerbe ausgetragen (7 Parallel-Riesenslalom, 4 Parallel-Slalom, 8 Snowboardcross, 3 Slopestyle, 5 Halfpipe und 4 Big Air). Bei den Frauen sind es 27 ausgetragene Wettbewerbe (7 Parallel-Riesenslalom, 4 Parallel-Slalom, 8 Snowboardcross, 3 Slopestyle und 5 Halfpipe).

## Männer

### Podestplätze Männer
PGS = Parallel-Riesenslalom

PSL = Parallelslalom

SBX = Snowboardcross

SBS = Slopestyle

HP = Halfpipe

BA = Big Air
| Datum             | Austragungsort | Disz.    | Sieger              | Zweiter              | Dritter             |
| ----------------- | -------------- | -------- | ------------------- | -------------------- | ------------------- |
| 28. August 2011   | Cardrona       | HP       | Janne Korpi         | Yiwei Zhang          | Dimi de Jong        |
| 13. Oktober 2011  | Landgraaf      | PSL      | Roland Fischnaller  | Aaron March          | Andreas Prommegger  |
| 29. Oktober 2011  | London         | BA       | Janne Korpi         | Seppe Smits          | Joris Ouwerkerk     |
| 3. November 2011  | Saas-Fee       | HP       | Iouri Podladtchikov | Ryō Aono             | Janne Korpi         |
| 19. November 2011 | Stockholm      | BA       | Niklas Mattsson     | Michael Macho        | Alexei Sobolew      |
| 15. Dezember 2011 | Telluride      | PGS      | Benjamin Karl       | Andreas Prommegger   | Simon Schoch        |
| 16. Dezember 2011 | Telluride      | SBX      | Pierre Vaultier     | Christopher Robanske | Nick Baumgartner    |
| 17. Dezember 2011 | Telluride      | SBX Team | Frankreich 1        | Vereinigte Staaten 2 | Norwegen            |
| 17. Dezember 2011 | Ruka           | HP       | Markus Malin        | Steve Krijbolder     | Aleksi Kumpulainen  |
| 21. Dezember 2011 | Karersee       | PGS      | Roland Fischnaller  | Benjamin Karl        | Rok Flander         |
| 22. Dezember 2011 | Karersee       | PSL      | Benjamin Karl       | Simon Schoch         | Siegfried Grabner   |
| 13. Januar 2012   | Jauerling      | PSL      | Andreas Prommegger  | Alexei Sobolew       | Roland Fischnaller  |
| 15. Januar 2012   | Bad Gastein 1  | PSL      | Roland Fischnaller  | Aaron March          | Rok Flander         |
| 19. Januar 2012   | Veysonnaz 2    | SBX      | Andrei Boldykow     | Nate Holland         | Pierre Vaultier     |
| 22. Januar 2012   | Veysonnaz      | SBX      | Nate Holland        | Markus Schairer      | Emanuel Perathoner  |
| 28. Januar 2012   | Sudelfeld      | PGS      | Siegfried Grabner   | Lukas Mathies        | Andreas Prommegger  |
| 4. Februar 2012   | Jasná          | SBS      | Wettkampf abgesagt  | Wettkampf abgesagt   | Wettkampf abgesagt  |
| 8. Februar 2012   | Blue Mountain  | SBX      | Pierre Vaultier     | David Speiser        | Nick Baumgartner    |
| 21. Februar 2012  | Stoneham       | SBX      | Pierre Vaultier     | Nikolai Oljunin      | Jonathan Cheever    |
| 22. Februar 2012  | Stoneham       | PGS      | Andreas Prommegger  | Manuel Veith         | Nevin Galmarini     |
| 23. Februar 2012  | Stoneham       | HP       | Nathan Johnstone    | Taku Hiraoka         | Janne Korpi         |
| 24. Februar 2012  | Stoneham       | BA       | Antoine Truchon     | Petja Piiroinen      | Matts Kulisek       |
| 26. Februar 2012  | Stoneham       | SBS      | Dimi de Jong        | Jonathan Versteeg    | Maxence Parrot      |
| 2. März 2012      | Bardonecchia   | HP       | Wettkampf abgesagt  | Wettkampf abgesagt   | Wettkampf abgesagt  |
| 3. März 2012      | Moskau         | PSL      | Roland Fischnaller  | Simon Schoch         | Andreas Prommegger  |
| 4. März 2012      | Bardonecchia   | SBS      | Wettkampf abgesagt  | Wettkampf abgesagt   | Wettkampf abgesagt  |
| 10. März 2012     | La Molina      | PGS      | Andreas Prommegger  | Simon Schoch         | Benjamin Karl       |
| 14. März 2012     | Valmalenco     | SBX      | Stian Sivertzen     | Alex Tuttle          | Tony Ramoin         |
| 16. März 2012     | Valmalenco     | SBX      | Konstantin Schad    | Andrei Boldykow      | Lluís Marin Tarroch |
| 17. März 2012     | Valmalenco     | PGS      | Roland Fischnaller  | Manuel Veith         | Ingemar Walder      |

### Weltcupstände Männer
| Rang | Name               | Punkte |
| ---- | ------------------ | ------ |
| 1    | Andreas Prommegger | 6950   |
| 2    | Roland Fischnaller | 6930   |
| 3    | Benjamin Karl      | 5506   |
| 4    | Simon Schoch       | 4686   |
| 5    | Siegfried Grabner  | 3880   |

| Rang | Name             | Punkte |
| ---- | ---------------- | ------ |
| 1    | Pierre Vaultier  | 3852   |
| 2    | Andrei Boldykow  | 2930   |
| 3    | Nate Holland     | 2340   |
| 4    | Konstantin Schad | 2306   |
| 5    | David Speiser    | 2250   |

| Rang | Name             | Punkte |
| ---- | ---------------- | ------ |
| 1    | Janne Korpi      | 3990   |
| 2    | Dimi de Jong     | 2940   |
| 3    | Petja Piiroinen  | 1520   |
| 4    | Nathan Johnstone | 1500   |
| 5    | Taku Hiraoka     | 1295   |

| Rang | Name             | Punkte |
| ---- | ---------------- | ------ |
| 1    | Janne Korpi      | 2200   |
| 1    | Nathan Johnstone | 1500   |
| 3    | Dimi de Jong     | 1360   |
| 4    | Taku Hiraoka     | 1295   |
| 5    | Markus Malin     | 1150   |

| Rang | Name              | Punkte |
| ---- | ----------------- | ------ |
| 1    | Dimi de Jong      | 1000   |
| 2    | Jonathan Versteeg | 800    |
| 3    | Maxence Parrot    | 600    |
| 4    | Ville Uotila      | 500    |
| 5    | Craig McMorris    | 450    |

| Rang | Name            | Punkte |
| ---- | --------------- | ------ |
| 1    | Janne Korpi     | 1520   |
| 2    | Petja Piiroinen | 1280   |
| 3    | Niklas Mattsson | 1160   |
| 4    | Antoine Truchon | 1078   |
| 5    | Alexei Sobolew  | 1050   |

## Frauen

### Podestplätze Frauen
PGS = Parallel-Riesenslalom

PSL = Parallelslalom

SBX = Snowboardcross

SBS = Slopestyle

HP = Halfpipe
| Datum             | Austragungsort | Disz.    | Sieger                  | Zweiter                 | Dritter                 |
| ----------------- | -------------- | -------- | ----------------------- | ----------------------- | ----------------------- |
| 28. August 2011   | Cardrona       | HP       | Cai Xuetong             | Holly Crawford          | Ursina Haller           |
| 13. Oktober 2011  | Landgraaf      | PSL      | Fränzi Mägert-Kohli     | Jekaterina Tudegeschewa | Marion Kreiner          |
| 3. November 2011  | Saas-Fee       | HP       | Queralt Castellet       | Sophie Rodriguez        | Ursina Haller           |
| 15. Dezember 2011 | Telluride      | PGS      | Julia Dujmovits         | Fränzi Mägert-Kohli     | Amelie Kober            |
| 16. Dezember 2011 | Telluride      | SBX      | Lindsey Jacobellis      | Dominique Maltais       | Déborah Anthonioz       |
| 17. Dezember 2011 | Telluride      | SBX Team | Frankreich 2            | Kanada 1                | Vereinigte Staaten      |
| 17. Dezember 2011 | Ruka           | HP       | Lucile Lefevre          | Emma Bernard            | Ella Suitiala           |
| 21. Dezember 2011 | Karersee       | PGS      | Caroline Calve          | Amelie Kober            | Marion Kreiner          |
| 22. Dezember 2011 | Karersee       | PSL      | Patrizia Kummer         | Isabella Laböck         | Anke Karstens           |
| 13. Januar 2012   | Jauerling      | PSL      | Patrizia Kummer         | Jekaterina Tudegeschewa | Marion Kreiner          |
| 15. Januar 2012   | Bad Gastein 1  | PSL      | Patrizia Kummer         | Julie Zogg              | Marion Kreiner          |
| 19. Januar 2012   | Veysonnaz 2    | SBX      | Lindsey Jacobellis      | Aleksandra Schekowa     | Dominique Maltais       |
| 22. Januar 2012   | Veysonnaz      | SBX      | Lindsey Jacobellis      | Dominique Maltais       | Aleksandra Schekowa     |
| 28. Januar 2012   | Sudelfeld      | PGS      | Amelie Kober            | Marion Kreiner          | Jekaterina Tudegeschewa |
| 4. Februar 2012   | Jasná          | SBS      | Wettkampf abgesagt      | Wettkampf abgesagt      | Wettkampf abgesagt      |
| 8. Februar 2012   | Blue Mountain  | SBX      | Dominique Maltais       | Aleksandra Schekowa     | Maëlle Ricker           |
| 21. Februar 2012  | Stoneham       | SBX      | Maëlle Ricker           | Nelly Moenne-Loccoz     | Déborah Anthonioz       |
| 22. Februar 2012  | Stoneham       | PGS      | Jekaterina Tudegeschewa | Julia Dujmovits         | Julie Zogg              |
| 23. Februar 2012  | Stoneham       | HP       | Cai Xuetong             | Li Shuang               | Haruna Matsumoto        |
| 26. Februar 2012  | Stoneham       | SBS      | Charlotte van Gils      | Brooke Voigt            | Breanna Stangeland      |
| 2. März 2012      | Bardonecchia   | HP       | Wettkampf abgesagt      | Wettkampf abgesagt      | Wettkampf abgesagt      |
| 3. März 2012      | Moskau         | PSL      | Patrizia Kummer         | Julia Dujmovits         | Julie Zogg              |
| 4. März 2012      | Bardonecchia   | SBS      | Wettkampf abgesagt      | Wettkampf abgesagt      | Wettkampf abgesagt      |
| 10. März 2012     | La Molina      | PGS      | Patrizia Kummer         | Amelie Kober            | Julie Zogg              |
| 14. März 2012     | Valmalenco     | SBX      | Maëlle Ricker           | Aleksandra Schekowa     | Nelly Moenne-Loccoz     |
| 16. März 2012     | Valmalenco     | SBX      | Jacqueline Hernandez    | Nelly Moenne-Loccoz     | Zoe Gillings            |
| 17. März 2012     | Valmalenco     | PGS      | Amelie Kober            | Patrizia Kummer         | Julia Dujmovits         |

### Weltcupstände Frauen
| Rang | Name                    | Punkte |
| ---- | ----------------------- | ------ |
| 1    | Patrizia Kummer         | 6840   |
| 2    | Amelie Kober            | 6180   |
| 3    | Julia Dujmovits         | 5400   |
| 4    | Marion Kreiner          | 5310   |
| 5    | Jekaterina Tudegeschewa | 5070   |

| Rang | Name                | Punkte |
| ---- | ------------------- | ------ |
| 1    | Dominique Maltais   | 4200   |
| 2    | Maëlle Ricker       | 3950   |
| 3    | Aleksandra Schekowa | 3760   |
| 4    | Nelly Moenne Loccoz | 3460   |
| 5    | Lindsey Jacobellis  | 3000   |

| Rang | Name              | Punkte |
| ---- | ----------------- | ------ |
| 1    | Cai Xuetong       | 2000   |
| 2    | Queralt Castellet | 1580   |
| 3    | Emma Bernard      | 1320   |
| 4    | Li Shuang         | 1300   |
| 5    | Lucile Lefevre    | 1290   |

| Rang | Name              | Punkte |
| ---- | ----------------- | ------ |
| 1    | Cai Xuetong       | 2000   |
| 2    | Queralt Castellet | 1580   |
| 3    | Emma Bernard      | 1320   |
| 4    | Li Shuang         | 1300   |
| 5    | Lucile Lefevre    | 1290   |

| Rang | Name               | Punkte |
| ---- | ------------------ | ------ |
| 1    | Charlotte van Gils | 1000   |
| 2    | Brooke Voigt       | 0800   |
| 3    | Breanna Stangeland | 0600   |
| 4    | Christina Gruber   | 0500   |
| 5    | Shelly Gotlieb     | 0450   |